# Amy Heller
Amy Heller is een Amerikaans tibetoloog en kunsthistoricus.

## Levensloop
Heller is sinds 1986 verbonden aan het Centre national de la recherche scientifique in Parijs en daarnaast aan de Tibetan and Himalayan Library. Ze behaalde haar Ph.D. in 1992 in filologie en geschiedenis van Tibet aan de École pratique des hautes études dat onderdeel uitmaakt van Sorbonne in Parijs. Ze is gastprofessor tussen 2007 en 2010 aan de Universiteit van Sichuan, China.
Ze reisde acht maal naar Tibetaanse Autonome Regio, Nepal en over een deel van de Zijderoute. In 1995 werkte ze in een project ter herstel van Tibetaanse architectuur aan de Tibetaanse kloosters Grathang en Zhalu. Hierover schreef ze in 1999 Art et Sagesse du Tibet dat naast het Frans ook in het Engels, Italiaans en Spaans verscheen. Over architectuur en Tibetaanse kunst schreef ze, deels samen met anderen, een vijftal boeken.
Heller was verschillende malen curator voor tentoonstellingen in Tibetaanse kunst, waaronder aan voor de Art Gallery en de Beinecke Library, beide onderdeel van de Yale-universiteit.
Medio jaren 2000 werkt ze aan onderzoek van 650 delen Tibetaanse manuscripten van de 12e tot en met de 16e eeuw over de cultuurgeschiedenis van de Dolpo-tempel in Nepal, waarover ze het boek Hidden Treasures of the Himalaya: Tibetan manuscripts, paintings and sculptures of Dolpo gepland heeft.